# Les maniobres de l'amor
Les maniobres de l'amor (títol original en francès: Les Grandes Manœuvres) és una pel·lícula francesa dirigida per René Clair, estrenada el 1955. Ha estat doblada al català.

## Argument
Cap a 1913, Armand de La Verne, tinent dels dragons i un verdader don Joan, té el repte d'esdevenir l'amant d'una dona que l'atzar designarà. Marie-Louise Rivière, bella jove arribada des de fa poc de París per obrir una botiga de modista és «la feliç» escollida, ignorant l'aposta de la qual és objecte. És en principi reticent, coneixent la reputació d'Armand. Sucumbeix tanmateix a les seves declaracions inflamades quan el creu mort en el transcurs d'un duel. Neix un gran amor. Fins i tot es parla d'un pròxim matrimoni. Mentre que Victor Duverger, un pretendent gelós i contrariat, revela l'existència de l'aposta a la jove que n'és, és clar, profundament ferida. La vetlla de la sortida d'Armand per a grans maniobres, el jove intenta justificar-se davant una Marie-Louise afligida i incrèdula. 
L'endemà, deixa la seva finestra tancada, mentre passa al davant de casa seva la desfilada dels dragons que, a cavall, se'n van cap a les maniobres i amb ells, el tinent que es nega des d'aleshores a estimar.

## Repartiment
- Gérard Philipe: el tinent Armand de la Verne
- Michèle Morgan: Marie-Louise Rivière, la modista
- Jean Desailly: Victor Duverger
- Pierre Dux: el coronel Olivier del 33 de Dragons
- Jacques Fabbri: l'ordenança d'Armand
- Jacques François: Rodolphe Chartier, un civil
- Yves Robert: Félix Leroy, un tinent des Dragons
- Brigitte Bardot: Lucie
- Lise Delamare: Juliette Duverger
- Jacqueline Maillan: Jeanne Duverger, una germana de Victor
- Magali Noël: Thérèse
- Simone Valère: Gisèle Monnet
- Catherine Anouilh: Alice Gervais
- Madeleine Barbulée: la dama del capell groc
- Dany Carrel: Rose-Mousse
- Judith Magre: Ciboulette
- Arlette Thomas: Amélie
- Gabrielle Fontan: Mélanie, la serventa dels "Duverger"
- Viviane Noit: la dona del coronel
- Olivier Hussenot: El prefecte
- Raymond Cordy: El fotògraf i pare de Lucie
- France Asselin: Sophie
- Madeleine Ganne
- Michel Piccoli: Un oficial

## Comentaris
Per René Clair: « A les Grandes Manœuvres, l'única preocupació és l'amor». Va afegir que el film va ser una de les innombrables variacions que es poden fer al voltant del tema peut de Don Juan.